# Jules Bourdais
Cet article possède un paronyme, voir Jules-Joseph-Guillaume Bourdet.
Pour les articles homonymes, voir Bourdais.
 (janvier 2025).
Jules Bourdais, né le 6 avril 1835 à Brest (France) et mort le 2 juin 1915 à Paris, est un architecte français.
Il est notamment architecte du palais du Trocadéro, et auteur d'un projet de colonne en pierre de plus de 300 mètres, concurrente de la tour Eiffel pour l'exposition universelle de 1889 : la Colonne Soleil, nommée ainsi car surmontée d'un phare.

## Biographie

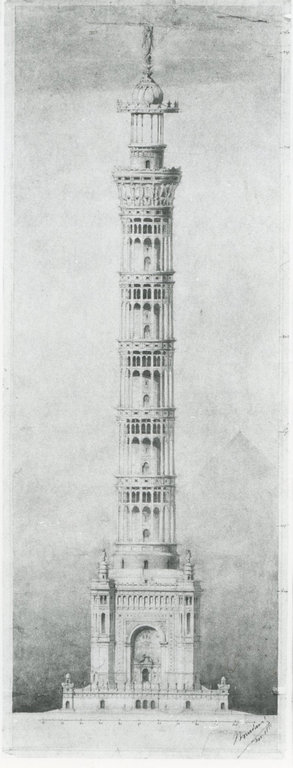
Projet de colonne monumentale de plus de 300 mètres, concurrente de la Tour Eiffel

Jules Désiré Bourdais naît le 6 avril 1835 à Brest de Jean Julien Bourdais, capitaine de vaisseau, officier de la Légion d'honneur, et de Fanny Marie Louise Valéri.
Il est diplômé de l'École centrale des arts et manufactures de Paris en 1857.
Le 2 mai 1867, il épouse Blanche Marie Juliette Fauvelet de Charbonnière à la mairie du 9e arrondissement de Paris.
En 1868-1870, il est l'architecte de l'église Saint-Pierre-ès-Liens et du temple protestant de Nègrepelisse.
Pendant la guerre de 1870, il est lieutenant du génie.
Entre 1876 et 1878, il construit la mairie du 19e arrondissement de Paris, place Armand-Carrel, avec Gabriel Davioud.
En mai 1876, il gagne le concours du palais du Trocadéro avec Gabriel Davioud.
En 1881, il conçoit une « colonne-soleil », une tour de granit, haute de 370 mètres, surplombée d’un phare capable d’éclairer tout Paris, jusqu'à Neuilly-sur-Seine, Levallois-Perret et au bois de Boulogne. En 1886, il soutient ce projet au concours d'idées pour l'exposition universelle de 1889, avec l'appui de l'ingénieur Amédée Sébillot mais c'est Gustave Eiffel avec sa tour de fer qui gagne le concours.
Architecte en chef honoraire du gouvernement et officier de la Légion d'honneur, il meurt le 2 juin 1915[source insuffisante] à son domicile du 46 avenue du Trocadéro, dans le 16e arrondissement de Paris, et est inhumé le 5 juin 1915 au cimetière de Montmartre (25e division).

## Hommage
Ouverte en 1932 sur l'emplacement des bastions no 46 et 47 de l'enceinte de Thiers, la rue Jules-Bourdais lui rend hommage dans le 17e arrondissement de Paris.

## Bâtiments

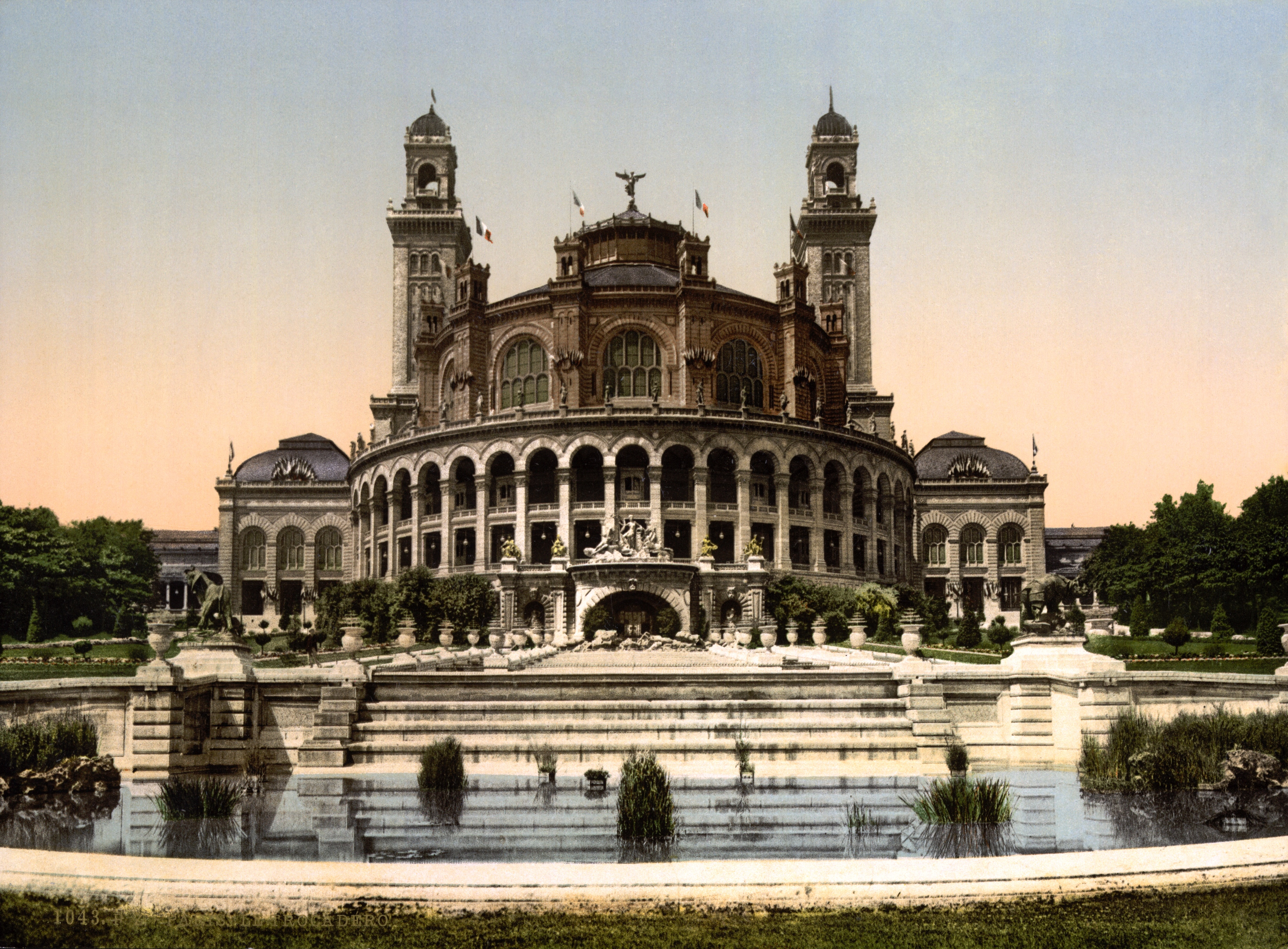
Palais du Trocadéro.
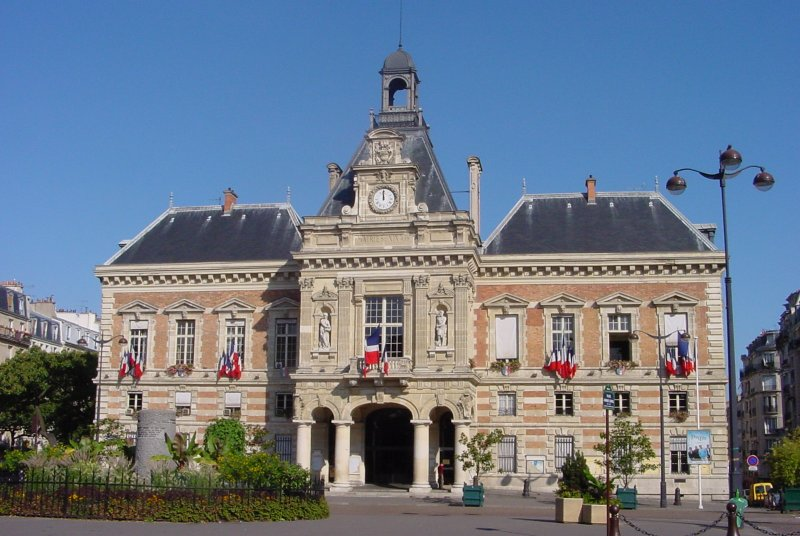
Mairie du 19e arrondissement, située face au parc des Buttes-Chaumont.
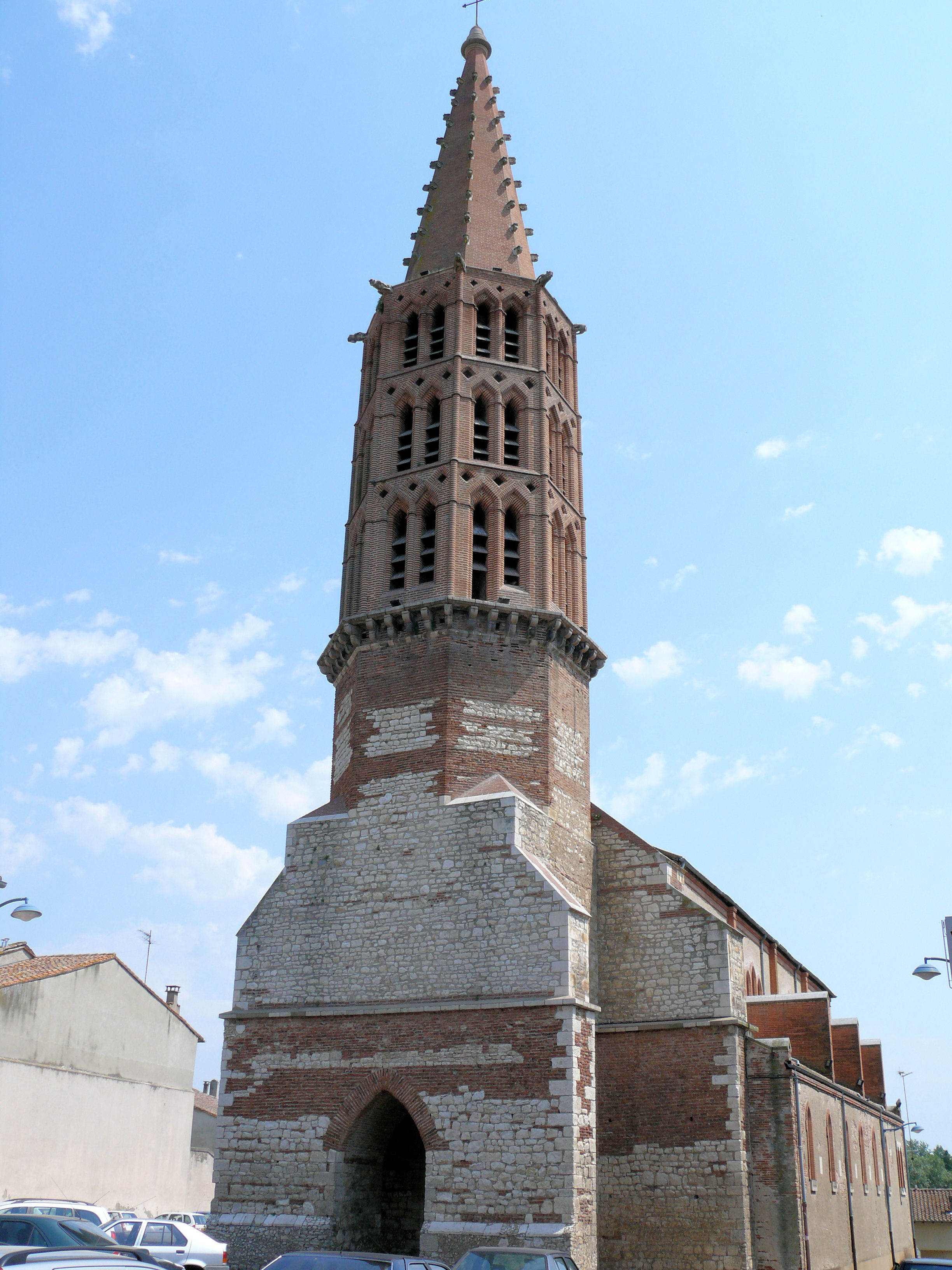
Église Saint-Pierre-ès-Liens de Nègrepelisse.